# Manon (film 1949)
Manon  è un film del 1949 diretto da Henri-Georges Clouzot. Basato sul romanzo Storia del cavaliere Des Grieux e di Manon Lescaut, il film è ambientato nel periodo del secondo dopoguerra.

## Distribuzione
Il film uscì nelle sale cinematografiche francesi il 9 marzo 1949 e in quelle danesi il 21 giugno dello stesso anno. In Italia, venne presentato nel settembre 1949 alla Mostra del cinema di Venezia dove vinse il Leone d'oro.

## Riconoscimenti
- 1949 - Mostra internazionale d'arte cinematografica di Venezia[1]
  - Leone d'oro al miglior film